# Țaul
Țaul – miejscowość i gmina w Mołdawii, w rejonie Dondușeni. W 2004 roku liczyła 3331 mieszkańców.